# Index Danmark/Gallup
Index Danmark/Gallup er en markedsanalyserapport, der fortæller om danskernes forbrug af aviser og blade samt udendørs- og biografreklamer. Den fortæller også om danskenes holdning og handlinger. De holdninger og handlinger, der er omfattet er mærkevareforbrug samt livsstil, adfærd, sociodemografi, interesser, aktiviteter, kendskab og loyalitet overfor langvarige eller kortvarige produkter/mærker.
Index Danmark/Gallup indeholder også et livsstils-segmenteringsværktøj, GallupKompas, information om de erhvervsaktives karakteristika, dispositioner og indkøb gennem Business-to-Business Indexet.
Index Danmark/Gallup måler mere end 500 blade og over 1000 mærkevaren. Den udgives fire gange om året af TNS Gallup